# Epiplatys dageti
Epiplatys dageti är en fiskart som beskrevs av Poll, 1953. Epiplatys dageti ingår i släktet Epiplatys och familjen Nothobranchiidae. IUCN kategoriserar arten globalt som livskraftig.

## Underarter
Arten delas in i följande underarter:
- E. d. dageti
- E. d. monroviae